# بام بلاكويل
بام بلاكويل (بالإنجليزية: Pam Blackwell)‏ (9 نوفمبر 1942)؛ مؤلِّفة وشاعِرة غنائية وروائية أمريكية.